# Droga wojewódzka 239
Die Droga wojewódzka 239 (DW 239) ist eine polnische Woiwodschaftsstraße im Nordwesten der Woiwodschaft Kujawien-Pommern. Auf einer Länge von 38 Kilometern verläuft sie innerhalb des Powiat Świecki (Kreis Schwetz (Weichsel)) in West-Ost-Richtung am Südrand des Wdecki Park Krajobrazowy (Schwarzwasser-Landschaftspark).

## Straßenverlauf
Woiwodschaft Kujawien-Pommern
- Powiat Świecki (Kreis Schwetz (Weichsel)):
  - Błądzim (Blondzmin) (→ DW 240: Świecie (Schwetz (Weichsel)) – Tuchola (Tuchel) – Chojnice (Konitz))
  - Ostrowite (Ebensee)

- X Staatsbahn (PKP)-Linie 208: Działdowo (Soldau) – Chojnice (Konitz) X
  - Lniano (Lnianno)
  - Jastrzębie (Falkenhorst)
  - Drzycim (Dritschmin)
  - Gródek (Groddeck)

- ~ Wda (Schwarzwasser) ~
  - Krąplewice (Klunkwitz)

- X PKP-Linie 131: Chorzów (Königshütte) – Tczew (Dirschau) X
  - Laskowice (Laskowitz) (→ DW 272: Laskowice - Dolna Grupa (Niedergruppe))
  - Belno (Bellno)
  - Sulnowo (Sulnau)
  - Świecie (Schwetz (Weichsel)) (→ Schnellstraße 5: Świecie – Breslau, Landesstraße 1: Danzig – Cieszyn (Teschen)/Tschechien, und DW 240: Świecie – Tuchola (Tuchel) – Chojnice (Konitz))